# Stati generali della Repubblica Batava
Gli Stati generali della Repubblica Batava fu il nome del governo olandese tra gennaio, 1795 e marzo 1796. Fu nominalmente lo stesso degli Stati Generali della Repubblica delle Sette Province Unite, il predecessore della Repubblica Batava, come la vecchia costituzione, l'Unione di Utrecht che rimase in opera sin quando non entrò in vigore l'Assemblea nazionale della Repubblica Batava che venne proclamata dopo un'elezione generale, attraverso un suffragio universale. In pratica, ad ogni modo, i due ruoli dei precedenti rappresentanti del regime orangista delle Sette province vennero assunti da un membro della fazione dei Patrioti olandesi. I presidenti degli Stati generali, entrambi sotto la vecchia o sotto la nuova repubblica, ebbero ad ogni modo il ruolo di presidente (solitamente per un mese).
È comune fraintendimento che lo Statolder fosse il capo di Stato della Repubblica delle Sette Province Unite. Ad ogni modo, sin dal 1588 gli Stati generali avevano il potere sovrano della repubblica. Gli statolder avevano il solo ruolo di "primi servitori"

## Capi di stato olandesi tra il 1795 ed il 1796
- Johannes Lambertus Huber 30 marzo 1795 - 6 aprile 1795
- Pieter Paulus 5 maggio 1795 - 19 maggio 1795
- Jacob George Hieronymus Hahn 19 maggio 1795 - 2 giugno 1795
- Willem Aernout de Beveren 6 giugno 1795 - settembre 1795
- Pieter Paulus settembre 1795 - ?
- Gerrit David Jordens ? - 25 novembre 1795
- Pieter Pijpers 25 novembre 1795 - dicembre 1795
- Johannes Lambertus Huber dicembre 1795 - 1796